# Sonoelettrochimica
La sonoelettrochimica (in inglese "sonoelectrochemistry") si occupa di studiare come si possono combinare una cella elettrochimica e l'utilizzo degli ultrasuoni al fine di produrre polveri metalliche fini, al limite nanopolveri metalliche.
Una polvere metallica si può ottenere, tra i vari metodi possibili, alternando una elettrodeposizione metallica al catodo di una cella elettrochimica con uno scuotimento successivo del catodo stesso. Infatti agendo opportunamente su parametri quali intensità di corrente, durata dell'impulso di corrente, materiale usato per il catodo, composizione, concentrazione e temperatura del bagno elettrochimico, si può influire sulla nucleazione del metallo al catodo, al fine di controllare la crescita del grano, e successivamente, agendo per scuotimento sul catodo, si può meccanicamente provocare il distacco del grano dall'elettrodo su cui si è formato. La via che studia la sonoelettrochimica e quella dell'utilizzo di impulsi ultrasonori, generati sul catodo di deposizione, come metodo di scuotimento. Il distacco delle particelle metalliche presenti sulla superficie del catodo avviene perché, in seguito all'impulso ultrasonoro trasmesso dall'elettrodo sull'elettrolita, in prossimità della superficie del catodo, nell'elettrolita, si vengono a formare delle piccolissime bolle che rapidamente ritornano verso il catodo ed implodono sulla sua superficie, creando onde di pressione in grado di agire in maniera erosiva sulla superficie dell'elettrodo stesso (analogamente all'erosione da cavitazione, che può verificarsi sulle palette di una girante di una pompa per liquidi oppure sulle palette di un'elica per motori nautici). Questa azione erosiva è sufficiente a staccare i piccoli grani metallici formati sul catodo a seguito di un impulso di corrente. La difficoltà principale nella corsa alla miniaturizzazione delle polveri metalliche deriva dal fatto che le particelle più sono piccole e più sono reattive con l'ambiente che le circonda e quindi diventano altamente instabili.